# 막시 로드리게스
막시밀리아노 루벤 "막시" 로드리게스(스페인어: Maximiliano Rubén "Maxi" Rodríguez, 1981년 1월 2일 ~ )는 아르헨티나의 은퇴한 축구 선수로, 윙어와 공격형 미드필더로 활약했다. 별명은 La Fiera이다.

## 클럽
막시는 아르헨티나 리그의 뉴얼스 올드 보이스에서 선수 생활을 시작해 세 시즌을 보냈다.
2002년, 프리메라리가의 에스파뇰로 이적하였다. 그 해 9월 2일, 0-2로 패한 레알 마드리드와의 경기에서 리그 데뷔전을 치렀으며, 에스파뇰에서 지낸 마지막 시즌인 2004-05 시즌에는, 리그 경기 38 경기 중 37경기에 출장해 클럽의 스페인 리그 통산 2000번째 골을 포함한 15골을 득점하였다.
2005-06 시즌 개막전에, 700만 유로의 이적금으로 아틀레티코 마드리드로 이적하였고, 2008-09 시즌에는 팀의 주장을 맡는 등, 팀의 주축으로 활약하였다.
2010년 1월 13일, 아틀레티코 마드리드와의 계약 만료가 6개월 남아 리버풀로 자유 계약으로 이적하였다. 3년 6개월 계약을 맺으며 등번호는 17번으로 배정받았다.

## 대표팀
막시는 2001년 FIFA 세계 청소년 축구 선수권 대회에서 우승한 아르헨티나 대표팀의 구성원으로, 2003년 일본 축구 국가대표팀과의 친선 경기에서 아르헨티나 축구 국가대표팀에서의 첫 경기를 뛰었다.
후에 2005년 FIFA 컨페더레이션스컵에서도 뛰었으며, 2006년 아르헨티나 대표팀 감독 호세 페케르만의 발탁으로 2006년 FIFA 월드컵에도 출전하였다. 그는 조별 리그에선 세르비아 몬테네그로와의 경기에서 두 골을 기록하며, 팀의 6-0 승리에 공헌하였고, 멕시코와의 16강전에서는 98분에 후안 파블로 소린의 패스를 받아 골을 넣어 팀의 8강전 진출에 공헌하였다. 이 활약으로 아르헨티나-멕시코전의 맨 오브 더 매치에 올랐다. 이 골은 FIFA 홈페이지에서 최고의 골로 선정되기도 하였다.
2006년 10월, 스페인과의 친선 경기에서 십자 인대 부상을 입어 큰 부상을 입었으나, 시즌 중반에 회복하였고, 디에고 마라도나의 아르헨티나 감독 데뷔전에서 골을 기록해, 스코틀랜드를 1-0으로 격파하였다.
이후 2014년 FIFA 월드컵에서도 알레한드로 사벨라에 의해 발탁되어 후보 멤버로 활약하였다.

## 경력
- 2001년 FIFA 세계 청소년 축구 선수권 대회 국가대표
- 2005년 FIFA 컨페더레이션스컵 국가대표
- 2006년 FIFA 월드컵 국가대표
- 2010년 FIFA 월드컵 국가대표
- 2014년 FIFA 월드컵 국가대표

## 수상
아틀레티코 마드리드
- UEFA 인터토토컵 : 우승 (2007)

 리버풀
- 풋볼 리그 컵 : 우승 (2011-12)

 뉴얼스 올드 보이스
- 아르헨티나 프리메라 디비시온 : 우승 (2012-13)

 아르헨티나
- FIFA 세계 청소년 축구 선수권 대회 : 우승 (2001)
- FIFA 컨페더레이션스컵 : 준우승 (2005)
- FIFA 월드컵 : 준우승 (2014)

개인
- 아르헨티나 올해의 선수상 : 2013
- 코파 델 레이 득점왕 : 2009-10
- 2006년 FIFA 월드컵 맨 오브 더 매치 : vs. 멕시코 (16강전)